# La Korrigane
L'expédition de La Korrigane, en 1934-1936, fut un voyage scientifique effectué sous les auspices du musée d'Ethnographie du Trocadéro, à Paris.
C'est désormais aussi le nom donné au nouveau navire de recherche scientifique, à propulsion hybride, bas carbone, du Muséum National d’Histoire Naturelle, inauguré en novembre 2024.

## Le navire
La Korrigane est un ancien brick-goélette construit à Paimpol en 1915, sous le nom de Revanche. Elle est destinée à pratiquer la pêche à la morue près de Terre-Neuve et de l'Islande.
Elle abandonne la pêche pour le cabotage après la Première Guerre mondiale.
En 1928, la Revanche quitte le service commercial pour être transformée en yacht à Lorient. Étienne de Ganay la rachète en 1934 pour effectuer son expédition dans les mers du Sud.
Il la revend en 1938. Elle reprend un trafic commercial avant d'être coulée pendant la Seconde Guerre mondiale au Portugal.

## Les «Korrigans»
Ce voyage fut financé par ses cinq participants : Étienne de Ganay et son épouse Monique (fille aînée de Jacques Schneider), sa sœur et son beau-frère Régine (1909-2014) et Charles van den Broek d'Obrenan, et enfin leur ami Jean Ratisbonne. Les cinq membres de l'expédition, qui se surnommaient eux-mêmes les « Korrigans », étaient accompagnés de neuf marins.
- Étienne de Ganay (1899-1990)
- Monique de Ganay, née Schneider (1908-1995)
- Charles van den Broek d'Obrenan (1909-1956)
- Régine van den Broek d’Obrenan, née de Ganay (1909-2014)
- Jean Ratisbonne[5]

## L'expédition
Le 28 mars 1934, les "Korrigans" embarque à Marseille à bord de la goélette La Korrigane, pour une expédition de plus de deux ans dans le Pacifique Sud. Le voyage réunit non seulement les cinq compagnons, mais aussi huit marins bretons, un couple de jeunes chats et un perroquet vert, décrit comme « semblable à celui de Robinson Crusoë ».
Étienne de Ganay, ancien élève de l’École navale, passionné de navigation et fraîchement marié à Monique, avait proposé ce voyage comme une promesse de vie partagée sur les océans. Le goût du lointain n’était pas moins vif chez Régine et Charles van den Broek, dont le voyage de noces les avait déjà menés à Tahiti et Java. Régine, marquée par ses lectures d’ethnologues et les enseignements de Marcel Mauss, accepte avec enthousiasme de s’embarquer dans ce périple semi-scientifique, semi-poétique.

### Une collecte au cœur de l’Océanie
L’expédition prend une dimension décisive à son arrivée en Océanie à l’été 1934. Les membres de La Korrigane y mènent un important travail de collecte d’objets ethnographiques, mêlant échanges avec les insulaires, dons et acquisitions auprès de colons ou de commerçants locaux. Parmi les pièces emblématiques recueillies figure la célèbre « sculpture de grade » de l’île de Malo, surnommée l’homme bleu, aujourd’hui conservée au musée du quai Branly – Jacques Chirac.
Cette pièce ni-Vanuatu, passée de main en main parmi les planteurs occidentaux, était arrivée dans les collections de Marinoni, un commerçant italien installé à Malekula. En raison de dettes de jeu, sa collection fut liquidée par Maître Gomichon des Granges, qui, sur la base de lettres de recommandation signées par Paul Rivet et Georges-Henri Rivière, accepta de rencontrer les membres de La Korrigane à Port-Vila, le 23 mai 1935. Il leur fit don de huit objets, dont l’homme bleu, pour contribuer aux futures collections du musée de l’Homme. Face aux versions divergentes sur la provenance de la sculpture, Monique de Ganay prend soin de recouper les témoignages, écrit à Marinoni, et rédige des fiches détaillées sur chaque objet collecté.

### Une approche rigoureuse et documentée
La collecte s’organise avec méthode. Les objets sont entreposés dans la salle de bains du navire, transformée en réserve improvisée, tandis que Monique de Ganay consigne scrupuleusement les récits, contextes d’acquisition et légendes associées dans ses carnets. Cette approche allie rigueur scientifique et sensibilité ethnographique. L’exemple de l’anneau de bois nimbatala, acquis par Charles van den Broek auprès du clan Emilep pour 15 shillings, illustre cette exigence de contextualisation. L’objet est accompagné d’un récit recueilli à Atchin, au Vanuatu, relatant la découverte du rapport sexuel par les hommes de Merak, autrefois ignorants de cette pratique, grâce à la médiation d’un anneau de bois et à l’intervention de femmes venues d’Atchin. Ce type de narration, soigneusement noté, témoigne d’une démarche à la fois curieuse, respectueuse et attentive aux systèmes symboliques locaux.

### Entre science, pêche et aquarelles
Outre les objets ethnographiques, Étienne de Ganay est chargé par le Muséum national d’Histoire naturelle de rapporter des spécimens de faune marine. Grâce à la collaboration de l’Office national des pêches et de la Commission internationale d’océanographie du Pacifique, cette mission est menée à bien. Mais l’expédition prend aussi des allures de croisière sportive : les membres masculins s’adonnent à d’impressionnantes parties de pêche, remontant espadons et requins en Nouvelle-Zélande et à Tahiti. Photographies à l’appui, ils exhibent fièrement leurs prises.
Régine van den Broek, quant à elle, se passionne pour les poissons du Pacifique, qu’elle croque dans une série de vingt-cinq aquarelles récemment redécouvertes dans les archives familiales. Chacune est annotée du lieu de pêche, du nom du poisson lorsqu’il est connu, et du pêcheur concerné. Son regard s’attarde aussi sur les danses polynésiennes, qu’elle illustre fréquemment au fil du voyage. Son style pictural, oscillant entre naïveté colorée et précision quasi naturaliste, reflète une double tension : celle du regard émerveillé de la voyageuse et celle de l’observation quasi ethnographique.

### [11]Une expédition charnière
L’expédition de La Korrigane marque un tournant. Elle se situe à la croisée des grandes aventures maritimes du XIXe siècle, parfois marquées par le mythe du "frisson cannibale", et d’une ethnologie française en voie d’institutionnalisation, rigoureuse et documentée. Le voyage de La Korrigane passe pour être l'une des dernières, sinon la dernière, grande expédition anthropologique à une époque où les cultures de l'océan Pacifique commençaient à disparaître.

## L'héritage ethnologique et artistique
Les « Korrigans » firent don de la plupart de ces collections au musée de l'Homme et au musée du Louvre. Une première exposition des objets et des documents eut lieu en 1938 au musée de l'Homme, qui venait d'ouvrir ses portes, et où ils restèrent pendant plusieurs dizaines d'années.
L’inauguration du musée de l’Homme, en juin 1938, offrit l’occasion de valoriser cette collecte : près de 1 000 pièces furent présentées au public dans le cadre de l’exposition Le voyage de La Korrigane en Océanie. Celle-ci joua un rôle majeur dans la découverte et la diffusion de l’art océanien en France, attirant l’attention des milieux scientifiques, mais aussi du grand public.
Le reste des objets – plus de 2 000 pièces – fut déposé dans les réserves du musée, où ils restèrent conservés jusqu’à leur dispersion en décembre 1961, lors d’une vente aux enchères restée célèbre. En parallèle, des milliers de photographies furent prises tout au long de l’expédition. La publication de certaines d’entre elles contribua à renouveler l’image des sociétés insulaires et à faire connaître les réalités océaniennes avec une sensibilité inédite.
C’est sans doute sur les conseils avisés de Solange de Ganay, sœur de Régine et jeune ethnologue formée auprès de Marcel Griaule, que les membres de l’expédition décidèrent de documenter méthodiquement leurs collectes. Bien que parfois incomplètes ou entachées d’erreurs, leurs fiches de terrain constituent aujourd’hui encore une source précieuse pour les chercheurs s’intéressant aux cultures du Pacifique.
Une autre exposition eut lieu en 1996, toujours au musée de l'Homme, puis une autre de décembre 2001 à juin 2002. Ces pièces se trouvent désormais au musée du quai Branly.
Par ailleurs, Charles van den Broek d'Obrenan créa l'hippodrome de Tahiti, où il revint plusieurs années après l'expédition et entreprit le classement des sites et des monuments de la Polynésie française.

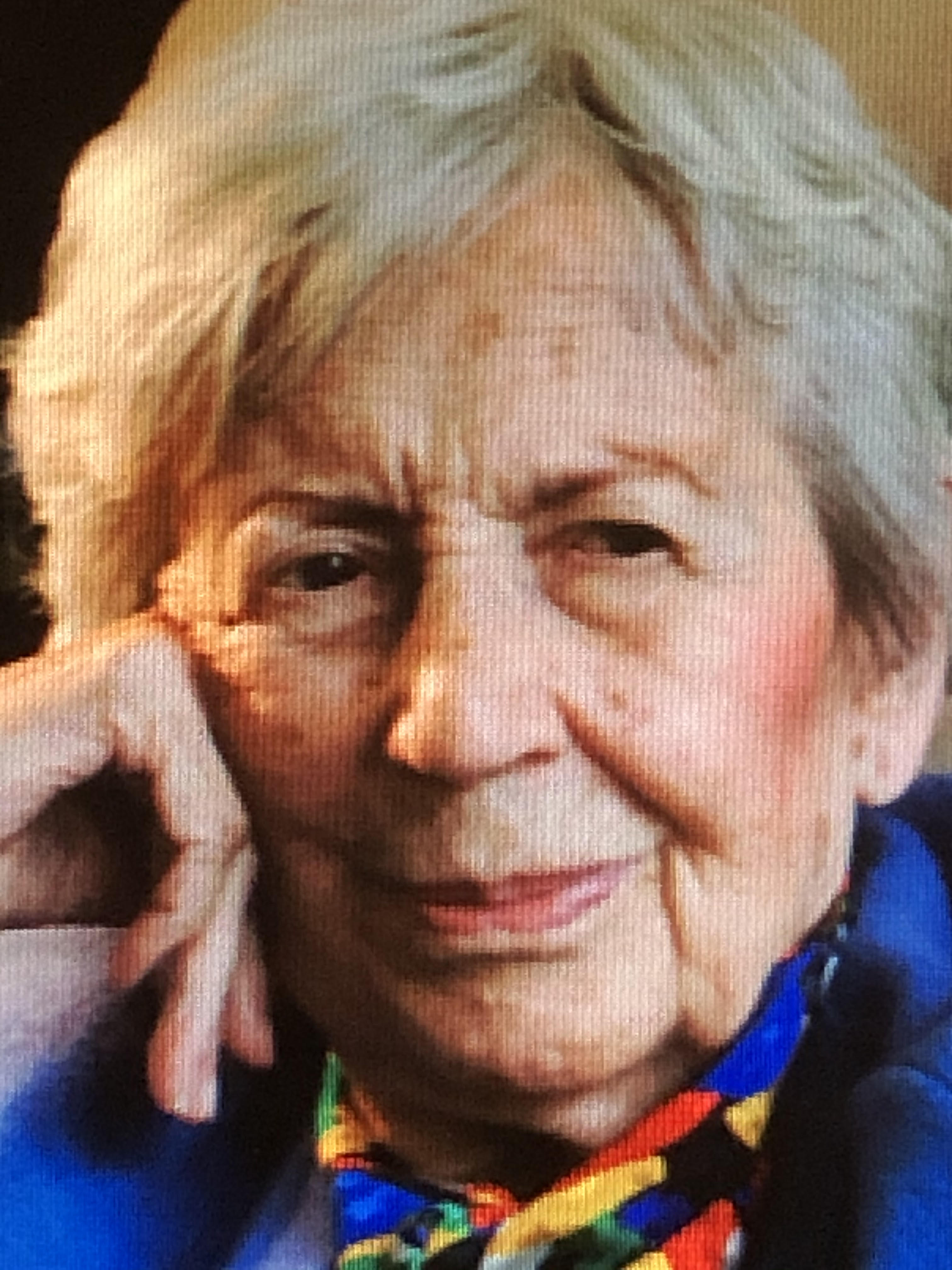
Régine Van den Broek (1909-2014), l'artiste du groupe et dernière survivante